# اوکوتاما، توکیو

٫

نقشهٔ اوکوتاما واقع در ناحیهٔ تامای توکیو

اوکوتاما (به ژاپنی: 奥多摩町 Okutama) به یکی از شهرستان‌های منطقه تامای غربی واقع در توکیو پایتخت ژاپن گفته می‌شود. مساحت اوکوتاما ۲۲۵٬۶۳ کیلومتر مربع است و بزرگترین منطقهٔ توکیو محسوب می‌شود.

## کوه‌های اوکوتاما
- کوه کوموتوری
- تاکانوسو
- کوه موتسوایشی
- کوه میتو
- کوه گوزن
- کوه اوداکه
- کوه کاوانوری